# Galendromus deceptus
Galendromus deceptus är en spindeldjursart som först beskrevs av Chant och Yoshida-Shaul 1984.  Galendromus deceptus ingår i släktet Galendromus och familjen Phytoseiidae. Inga underarter finns listade i Catalogue of Life.